# Insulele Tremiti
Insulele Tremiti sunt un arhipelag din Marea Adriatică, la nord de Peninsula Gargano. Ele aparțin de provincia italiană Foggia și fac parte din parcul național Gargano. Numele insulelor se referă la un risc seismic, cu o istorie a cutremurelor în zonă: în italiană tremiti înseamnă „tremurat”. 
Insulele au fost utilizate pentru internarea prizonierilor politici pe durata regimului fascist al lui Benito Mussolini. Acest lucru nu era nou: cu două milenii mai înainte Augustus o exilase pe nepoata sa, Iulia (Vipsania Iulia Agrippina), pe una din aceste insule.
Insulele sunt acum un important punct de atracție turistică datorită apelor curate care le înconjoară. Până la 100.000 de vizitatori vin pe insule în sezonul de vară. Serviciile de feribot de pe continent funcționează din Termoli, Vieste, Rodi Garganico și Capoiale, în timp ce Alidaunia oferă zboruri din San Domino Heliport către Foggia și Vieste.

## Insulele
- San Domino este cea mai dezvoltată insulă pentru turism și are doar nisip de plajă în arhipelag.
- San Nicola este locul unde majoritatea populației locuiește. Este un sit al unei mănăstiri unde călugărul pe nume Nicolo a fost îngropat. Legenda spune că, de fiecare dată când cineva încerca să-i mute cadavrul de pe insulă, o furtună violentă îl întrerupea, prevenind navigația în jurul insulei.
- Capraia este deșert.
- Cretaccio este un bloc mare de lut, astfel nelocuită.
- Pianosa este o insulă mică și nelocuită. Altitudinea sa maximă atinge 15 metri. Câteodată, în timpul furtunilor, valurile o acoperă.